# Asbach (Rotthalmünster)
Asbach ist ein Gemeindeteil des Marktes Rotthalmünster im niederbayerischen Landkreis Passau. Bis 1972 bildete es eine selbstständige Gemeinde.

## Lage
Asbach liegt im Rottal am Asbacher Bach etwa drei Kilometer nordwestlich von Rotthalmünster an der Staatsstraße 2116.

## Geschichte
In römischer Zeit gehörte das Gebiet um Rotthalmünster nördlich des Inn, und damit auch der heutige Ort Asbach, zur Provinz Raetia. An der Pfarrkirche hat sich der zwischen 101 und 300 n. Chr. errichtete Grabaltar des Caius Usonius erhalten.
Die Geschichte Asbachs ist eng mit dem Kloster Asbach verbunden. Dieses entstand als Cella zur Zeit des Bischofs Otto von Bamberg (1102–1139). Die Klosterhofmark Asbach fiel mit den Grenzen des Ortes Asbach zusammen. Bereits 1336 bestätigte Herzog Heinrich in einem Schreiben dem Kloster seine Rechte, obwohl die Grafen von Hals noch Vögte Asbachs waren. Die erste urkundliche Erwähnung der Hofmark Asbach liegt für das Jahr 1397 vor. Als Klosterrichter fungierten meist Angehörige des niederen Adels der Umgebung. 1752 wohnten 13 Söldner und 24 Leerhäusler innerhalb des Ortes und Gerichts Asbach.
Verwaltungsmäßig bildete Asbach eine Obmannschaft im Amt Weng des Landgerichtes Griesbach. Das Kloster Asbach wurde im Zuge der Säkularisation in Bayern am 21. März 1803, dem Fest des Ordensgründers St. Benedikt, aufgelöst. Die Kirche des Klosters machte man zur Pfarrkirche der 1806 errichteten Pfarrei Asbach. Der Prälatenstock diente fortan als Schule. Der restliche Klosterbesitz wurde verkauft. Der Kaufbrief der kurfürstlichen Administration vom 11. August 1803 bestätigt, dass Lorenz Lang die Klostergebäude für 16000 Gulden erwarb, dazu kamen 3147 Gulden für vorhandenes Bier, Branntwein und Baumaterial. Die niedere Gerichtsbarkeit ging wie bei den anderen geistlichen Hofmarken an das Landgericht Griesbach über.
1811 wurde aus der Obmannschaft Asbach und Teilen der Obmannschaft Thanham der Steuerdistrikt Asbach gebildet. Die daraus hervorgegangene Gemeinde Asbach deckte sich mit dem Steuerdistrikt. Sie hatte 1824 neun Ortsteile. Als am 12. April 1838 das Landgericht Rotthalmünster vom Landgericht Griesbach abgetrennt wurde, kam die Gemeinde Asbach zu diesem und gehörte nach 1862 zum Bezirksamt Griesbach i. Rottal.
1952 hatte die Gemeinde Asbach folgende Ortsteile: Altasbach, Berg, Hellham, Holzhäuser, Maierhof, Neugertsham, Priel, Riedhof, Rucking, Schneepoint und Volkertsham. Am 1. Januar 1972 wurde die Gemeinde Asbach, die zum Landkreis Griesbach im Rottal gehörte, im Zuge der Gebietsreform in Bayern in den Markt Rotthalmünster eingegliedert.

## Baudenkmäler
- Pfarrkirche St. Matthäus. Die ehemalige Klosterkirche des 1803 aufgehobenen Klosters Asbach entstand in den Jahren 1771 bis 1780 im Stil des Frühklassizismus. Ein Römerstein mit heute stark verwitterter Inschrift (ediert als HD063774) ist seit 1915 bei der Pfarrkirche St. Matthäus aufgestellt.
- Museum Kloster Asbach. Der Gebäudekomplex des 1803 aufgehobenen Klosters Asbach beherbergt als 1984 gegründetes Zweigmuseum des Bayerischen Nationalmuseums mehrere Dauerausstellungen.

## Vereine
- Altschützengesellschaft Asbach
- Bayer. Rotes Kreuz - Kolonne Asbach
- BBV-Ortsverband Asbach
- Brieftaubenverein Asbach
- DJK-Sportverein Asbach
- Freiwillige Feuerwehr Asbach
- Jagdgenossenschaft Asbach
- Kath. Frauenbund Asbach
- Krieger- und Soldatenkameradschaft Asbach
- Kulturkreis Kloster Asbach e.V. Er setzte sich 1976 das Ziel, das ehemalige Benediktinerkloster zu restaurieren und für öffentliche Zwecke zur Verfügung zu stellen.
- Reservistenkameradschaft Asbach
- Rot-Kreuz-Gruppe Asbach
- Sängerrunde Asbach
- VdK Ortsverband Asbach/Weihmörting